# Diedrich Roskamp
Diedrich Jajen Roskamp (* 7. September 1907 in Emden; † 12. Oktober 1967 in Hamburg) war ein deutscher Kunsthistoriker und Oberkustos der Hamburger Kunsthalle.

## Leben
Die Eltern waren wahrscheinlich der Maler Jaques Jajen Roskamp und Hyma, geborene Woortman (1862–1930), aus Emden. Diedrich Roskamp studierte Kunstgeschichte und promovierte 1935 an der Philipps-Universität Marburg. Danach arbeitete er zunächst als Volontär an der Hamburger Kunsthalle, seit 1936 als wissenschaftlicher Hilfsmitarbeiter.
1940 wurde Diedrich Roskamp zur Wehrmacht eingezogen. Anfang 1941 erhielt er eine Stelle als angestellter Mitarbeiter der Kunsthalle Hamburg (in Abwesenheit?). Seit Mitte 1941 war Roskamp beim Sonderstab Bildende Kunst (BK) des Einsatzstabes Reichsleiter Rosenberg und Einsatzleiter der Arbeitsgruppe Süd-Ukraine in Mykolajiw und Beloserka.    Seine Aufgaben waren dort vor allem das Sichten und Katalogisieren von Kunstgütern für einen möglichen Abtransport nach Deutschland. 1942 wurde er Leiter der Arbeitsgruppe Kiew und hielt sich zeitweise auch in Nowgorod auf. In diesem Jahr wurde er auch zum Kustos der Hamburger Kunsthalle ernannt. 1943 wurde Diedrich Roskamp Leiter der Hauptarbeitsgruppe Ukraine beim Einsatzstab Reichsleiter Rosenberg. Im Verlauf des Jahres wurde er nach Paris versetzt, wo er unter anderem im Louvre tätig war. 1944 endete diese Aufgabe.
Danach setzte Diedrich Roskamp seine Tätigkeit als Kustos der Hamburger Kunsthalle fort. 1965 wurde er zum Oberkustos befördert und blieb dies bis zu seinem Tod 1967.
Diedrich Roskamp war mit Katharina Luise Henriette Kind (1910–1997) verheiratet.

## Publikationen
Diedrich Roskamp verfasste eine Dissertation über den Schweizer Maler Salomon Geßner sowie einige Aufsätze zu kunsthistorischen Themen und die Kunsthalle Hamburg:
- Salomon Geßner im Lichte der Kunsttheorie seiner Zeit. Ein Beitrag zum Problem Klassizismus und Romantik im 18. Jahrhundert. Dissertation Marburg, 1935.
- Impressionnistes et romantiques français dans les musées allemands. Presses Artistiques, Paris 1951 (Einführung im Katalog zur Ausstellung im Musée de l’Orangerie, Paris).
- Ein wiedergefundenes Gemälde von Philipp Otto Runge. In: Weltkunst. Band 21, Nummer 12, 1951, S. 8.
- Gereinigte Bilder in der Hamburger Kunsthalle. In: Jahrbuch der Hamburger Kunstsammlungen. 2, 1952, S. 184–190.
- Erwerbungen der Gemäldegalerie im Jahre 1958. In: Jahrbuch der Hamburger Kunstsammlungen. 4, 1959, S. 141–158.
- „Der Philosoph“ von Jean-Honoré Fragonard. In: Jahrbuch der Hamburger Kunstsammlungen. 6, 1961, S. 73–78.
- Eine „Hexenszene“ von David Teniers d. J. In: Jahrbuch der Hamburger Kunstsammlungen. 8, 1963, S. 27–32.